# Ultra reliable low latency communications
Ultra reliable low latency communications (uRLLC, engl., dt. ‚extrem zuverlässige Kommunikation mit geringer Latenzzeit‘) ist eine von drei durch die ITU festgelegten Dienstkategorien der fünften Generation Mobilfunk 5G. Mit EchoRing existiert ein vergleichbarer Ansatz auf WLAN-Basis.
uRLLC gilt als eines der Schlüssel-Szenarien für den Mobilfunk 5G. Hohe Zuverlässigkeits- und niedrige Latenzanforderungen werden gekoppelt und ermöglichen so Konnektivität für neue industrielle Dienste und Anwendungen wie Fabrikautomatisierung. Als „ultra-reliable“ also hoch zuverlässig beziehungsweise ausfallsicher wird eine Verbindung bezeichnet, die eine Verbindungswahrscheinlichkeit größer 99,999 % erfüllt und damit der Verbindungssicherheit einer kabelgebundenen Verbindung entspricht. Die anzustrebende Latenz für uRLLC auf Benutzerebene gibt die ITU mit 0,5 ms sowohl im Up- wie Downlink an. Durch die hohen Anforderungen an Verfügbarkeit und Latenz benötigt uRLLC besondere Maßnahmen der Qualitätssicherung. Ein praktisches Beispiel aus der Industrie verdeutlicht die Anforderungen. So erfolgt die haptische Steuerung eines Aktuators wie einem Roboterarm in unter 10 ms.